# Francisco Peralta
Pour les articles homonymes, voir Peralta.
Francisco Peralta Acero, né le 28 septembre 1919 à Barcelone (Catalogne, Espagne) et mort le 10 mai 1991 à El Prat de Llobregat, est un footballeur espagnol des années 1940 qui évoluait au poste d'attaquant.

## Carrière
Francisco Peralta débute en première division espagnole avec le FC Barcelone lors de la saison 1945-1946.
Il joue la saison 1947-1948 avec le Gimnàstic de Tarragona en D1. En 1948, il rejoint le Real Valladolid où il joue deux saisons en D1.
Au total, il dispute 57 matchs en première division espagnole, inscrivant 30 buts.

## Palmarès
Avec le FC Barcelone :
- Vainqueur de la Copa de Oro Argentina en 1945